# Fonderie Hildebrand
Pour les articles homonymes, voir Hildebrand et Crouzet.
La fonderie Hildebrand, devenue Crouzet-Hildebrand, est une fonderie de cloches parisienne, active au XIXe siècle.
Elle est délocalisée à Louviers au début du XXe siècle.

## Historique
La fonderie de cloches est fondée par Nicolas Hildebrand (vers 1791-1857). Répertoriée dans les années 1820 comme « fabrique de cloches, sonnettes, timbres et cymbales », elle est située aux 20-22, rue Saint-Martin à Paris et se spécialise progressivement dans les cloches d'église.
La façade de l'entreprise figure sur une estampe d'Adolphe Martial Potémont en 1865.
La fonderie Hildebrand travaille régulièrement pour l'État, fabriquant cloches et sonneries pour les cathédrales et édifices diocésains. Les cloches sont marquées « A. Hildebrand, fondeur de S. M. l'Empereur ».
C'est semble-t-il sous la direction d'Auguste Hildebrand que la fonderie déménage au 13, rue de la Chopinette, renommée rue de Sambre-et-Meuse en 1877.
L'entreprise est primée à de nombreuses reprises, remportant notamment une médaille d'argent lors de l'Exposition universelle de 1867 à Paris et une médaille de bronze lors de celle de 1889.
La fonderie est transférée à Louviers au début du XXe siècle, rue de la Citadelle. La société Maury prend la suite au début des années 1960.

## Les entrepreneurs

### Nicolas Hildebrand
Nicolas Hildebrand est originaire de Thionville où il est né vers 1791. Vers 1816, il épouse à Paris Jeanne Briard. De ce mariage naît Auguste, qui prend la suite de la fonderie familiale.
Le bulletin de la société historique et archéologique du IVe arrondissement (Paris) établit la chronologie des cloches fondues pour Paris : pour la firme antérieure à Auguste, il en ressort la citation de 11 dates entre 1825 et 1847, dont une portant une marque de fabrique d'Aimé Hildebrand (un frère d'Auguste). 
Nicolas Hildebrand meurt le 11 septembre 1857 à Paris.

### Auguste Hildebrand
Né à Paris le 20 juillet 1820, Auguste Hildebrand est le fils de Nicolas Hildebrand et de Jeanne Briard.
Il se marie à Marie Jeanne Colomb le 14 juin 1852 à Paris. Parmi leurs enfants, Lucie, née le 6 septembre 1853, épouse le 15 juillet 1876 Jean Eugène Ferdinand Crouzet, successeur d'Auguste Hildebrand à la tête de l'entreprise familiale.
Auguste Hildebrand meurt le 24 mars 1885 à son domicile parisien du 13, rue de Sambre-et-Meuse.

### Famille Crouzet
Né à Louviers le 7 septembre 1851, Jean Eugène Ferdinand Crouzet est le fils de Louis Eugène Crouzet, bijoutier parisien. Il épouse le 15 juillet 1876 Lucie Hildebrand, fille du fondeur de cloches Auguste Hildebrand. Sur son acte de mariage, il est alors dit « directeur de fonderie » à Rouen. Ferdinand Crouzet rejoint l'entreprise de son beau-père, dont il prend la succession après 1885, la maison prenant le nom de Crouzet-Hildebrand Il est en 1904 adjoint au maire de Louviers jusqu'en décembre 1911. Il meurt en septembre 1938 et est inhumé à Paris au cimetière du Père-Lachaise.
Ferdinand Crouzet et Lucie Hildebrand ont un fils qui naît à Paris 10e le 25 avril 1877, prénommé Eugène Charles, marié à Louviers le 14 avril 1902 à Suzanne Marie Leguay. L'acte de naissance de leur fille indique la profession du père : fondeur de cloches.

## Œuvres
La fonderie de cloches Hildebrand a travaillé pour de nombreuses églises et cathédrales, ainsi que des édifices publics.
- Trois cloches pour l'église Saint-Hermeland de Bagneux en 1826 : Louise-Françoise (810 kg), Jeanne-Marie (près de 600 kg) et Joséphine-Louise (425 kg)[21].
- Quatre cloches pour l'église Notre-Dame de Louviers en 1853.
- Suspension des bourdons de la cathédrale d'Amiens en 1863[22].
- Les cloches de cathédrale de Montpellier lors de la restauration de l'édifice en 1869[3].
- Le grand carillon du beffroi de la mairie du 1er arrondissement de Paris[23].

Une trentaine de cloches sont répertoriées dans l'Inventaire général du patrimoine mobilier français.